# Selje
Selje ved Stadhavet er en tidligere kommune helt nordvest i Vestland fylke i Norge. Den grænser i øst til Vanylven og i syd til Vågsøy. Over Vanylvsgapet i nord ligger Sande. Længst mod vest i kommunen ligger bygdecenteret Flatraket.
1. januar 2020 blev Selje og Eid kommuner lagt sammen til Stad kommune.
Det moderne kommunevåben fra 1991 viser Sankt Sunniva, som ifølge en legende døde som martyr på øen Selja, og er skytshelgen for det meste af Vestlandet. På Selja ligger ruinerne af benediktinerklosteret Selje Kloster.
I Selje ligger Fastlands-Norge nærmest Island (972 km).